# Haute-Vienne
Haute-Vienne (IPA: [otˈvjɛn]) a 83 eredeti département egyike, amelyeket a francia forradalom alatt 1790. március 4-én hoztak létre, nagyrészt az egykori Limousin tartomány egy részéből.

## Elhelyezkedése
Franciaország középső részén terül el, Új-Aquitania régió (2015 végéig Limousin régió) része. A  megyét Creuse, Corrèze, Dordogne, Charente, Vienne, Indre megye területe határolja.

## Települések
| Kerület      | Lakos (2010) | Terület (km²) | Kanton | Önkormányzat |
| ------------ | ------------ | ------------- | ------ | ------------ |
| Bellac       | 4.317        | 1780          | 8      | 63           |
| Limoges      | 139.150      | 2945          | 28     | 108          |
| Rochechouart | 3.796        | 795           | 6      | 30           |

Legnagyobb városok
- Limoges
- Bellac
- Rochechouart